# Франсоа Аший Базен
Франсоа Аший Базен (13 февруари 1811 – 23 септември 1888) е френски генерал от 1864 година, маршал на Франция.
След продължителна служба (39 години, от които 35 прекарани в кампании) по време на Втората френска империя, управлявана от Наполеон III, той е осъден на смърт заради предаването на крепостния град Мец и своята армия от 140 000 войници на прусаците на 27 октомври 1870 по време на Френско-пруската война. Тази присъда е заменена с 20 години затвор в изгнание, от което той успял да избяга след това. Впоследствие се установява в Испания, където починал на 77-годишна възраст през 1888 г. в Мадрид.

## Биография
Франсоа Аший Базен е роден във Версай. Той е втори син на Пиер Базен, който е математик, архитект и инженер, известен с построяването на няколко моста в Санкт Петербург по желание на Александър III. Пиер напуска своето семейство, когато Франсоа се ражда, и ги оставя без финансова подкрепа.
След това Франсоа постъпва във френската армия като редник с изглед за служба в Алжир.
Генералът участва в редица войни: Алжирската война (1835), Войната на карлистите в Испания (1837), Кримската (1853 – 1856) и Австро-итало-Френската (1859) войни. Участва и в интервенцията на Франция в Мексико (1862 – 1867). В края на последната война, която води (Френско-пруската (1870 – 1871), генералът бива осъден за измяна след като предава крепостта на града Мец след продължителната обсада на Мец.
Подпомогнат и съпроводен от своята съпруга, той успява да избяга от затвора и се отправя към Генуа, Италия. След това се запътва със семейството си към Лондон и накрая се установява в Мадрид, където е уважаван от правителството на Алфонсо XII.
В Испания раните, получени вследствие на 40-те години служба във френската армия, носят проблеми на Франсоа Базен и неговото здраве се влошава с всяка изминала зима. Той не успява да се възстанови след тежка болест, получена през зимата на 1887-88.
В същата година когато генералът почива, граф Д'Херисон публикува статия в защита на действията на генерала по време на Френско-пруската война, което хвърля значителна и силна сянка върху хората, чиито свидетелски показания мотивират съда да признае Базен за виновен. Въпреки всичко това е единствената защита, публикувана писмено.
Франция бързо забравя за Базен освен френският чуждестранен легион, който ежегодно почита паметта на един от най-смелите си генерали.